# Euxoa sabuletorum
Euxoa sabuletorum är en fjärilsart som beskrevs av Jean Baptiste Boisduval 1840. Euxoa sabuletorum ingår i släktet Euxoa och familjen nattflyn. Inga underarter finns listade i Catalogue of Life.

## Bildgalleri

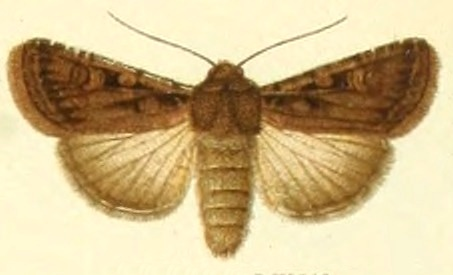
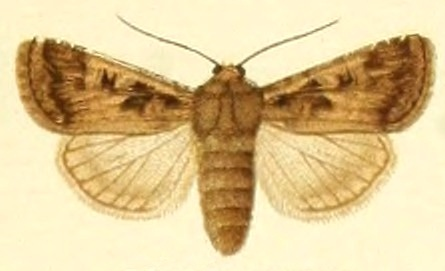